# Габріель Маестре
Габріе́ль Хосе́ Мае́стре Пе́рес (ісп. Gabriel Jose Maestre Perez; 22 вересня 1986, Барселона) — професійний венесуельський боксер напівсередньої ваги, призер чемпіонату світу, чемпіон Панамериканських та Південноамериканських ігор.

## Аматорська кар'єра

### Чемпіонат світу 2011
- В 1/32 переміг Оскара Моліну (Мексика) — 15-12
- В 1/16 програв Балажу Бачкаї (Угорщина) — 9-22

### Олімпійські ігри 2012
- В першому раунді змагань переміг Гасеміпура Аміра (Іран) — 13-8
- В другому раунді переміг Сіфіве Лусізі (ПАР) — 18-13
- В 1/4 фіналу програв Сєріку Сапієву (Казахстан) — 9-20

### Чемпіонат світу 2013
- В 1/16 переміг Балажа Бачкаї — 2-1
- В 1/8 переміг Іренеуша Закревського (Польща) — 3-0
- В 1/4 переміг чемпіона Європи 2013 Олександра Беспутіна (Росія) — 3-0
- В півфіналі програв Аріснойдісу Деспан (Куба) — 0-3

2014 року став чемпіоном Південноамериканських ігор.
2015 року Маестре завоював золоту медаль на Панамериканських іграх, здолавши у фіналі Роніеля Іглесіаса (Куба). На чемпіонаті світу 2015 програв в першому бою Еймантасу Станіонісу (Литва) — 0-3.

### Олімпійські ігри 2016
- В першому раунді змагань переміг Араїка Марутяна (Німеччина) — 2-1
- В другому раунді переміг Вінченцо Манджакапре (Італія) — WO
- В 1/4 програв Даніяру Єлеусінову (Казахстан) — 0-3

### Чемпіонат світу 2017
- В другому раунді змагань переміг Маной Кумар (Індія) — 4-1
- В 1/4 програв Абилайхану Жусупову (Казахстан) — 1-3

2018 року став чемпіоном Південноамериканських ігор вдруге.
2019 року став бронзовим призером Панамериканських ігор.
З 2015 року брав участь в світовій серії боксу в складі команди Caciques de Venezuela, був її капітаном.

## Професіональна кар'єра
6 липня 2019 року Габріель Маестре дебютував на професійному рингу, відразу завоювавши другорядний титул Латинської Америки за версією WBA у напівсередній вазі. 19 грудня 2019 року здобув дострокову перемогу над колишнім «тимчасовим» чемпіоном WBA аргентинцем Дієго Чавесом. Через рік переміг третього суперника.
Через відміну у березні 2020 року Американського кваліфікаційного турніру до Олімпійських ігор 2020, які пройшли в Токіо у липні—серпні 2021 року, на початку 2021 року Габріель Маестре був кваліфікований для участі в Олімпіаді за рейтингом, але у липні 2021 року відмовився від Олімпіади на користь бою за вакантний титул «тимчасового» чемпіона WBA між Габріелем Маестро і Коді Кровлі з Канади, який мав відбутися 7 серпня 2021 року.
Перед поєдинком у канадійця виявили коронавірус, і його замінив американець Майкл Фокс. Бій завершився спірною перемогою венесуельця, який у другому раунді побував у нокдауні і пропускав ударів більше ніж його суперник. Рішення суддів присудити перемогу Маестре за очками 114-113, 115-112 і 117-110 викликало скандал. Американський промоутер Лу Дібелла звернувся з вимогою до федеральної влади США розслідувати діяльність WBA. Щоб уникнути небажаних для боксерської організації наслідків упередженого суддівства вже 12 серпня 2021 року президент WBA Джилберто Мендоса зробив заяву, що титул «тимчасового» чемпіона WBA у напівсередній вазі оголошений вакантним і буде знов розіграний у реванші боксерів.
11 березня 2022 року у Монреалі звів унічию бій з непереможним українцем Тарасом Шелестюком.
8 квітня 2023 року здобув дострокову перемогу над ексчемпіоном у двох вагових категоріях американцем Девоном Александером (США), а 12 серпня 2023 року нокаутував Тревона Маршалла (США).